# Volongo
Volongo (Ulònch in dialetto bresciano) è un comune italiano di 458 abitanti della provincia di Cremona, in Lombardia. Assieme a Ostiano è uno dei due municipi della provincia cremonese ad estendersi a settentrione del fiume Oglio. Dal 1785 al 1817 venne aggregato al vicino comune di Ostiano, mentre fino al 1872 faceva parte della provincia di Brescia.
Il comune di Volongo è compreso all'interno del parco dell'Oglio Sud.

## Geografia fisica

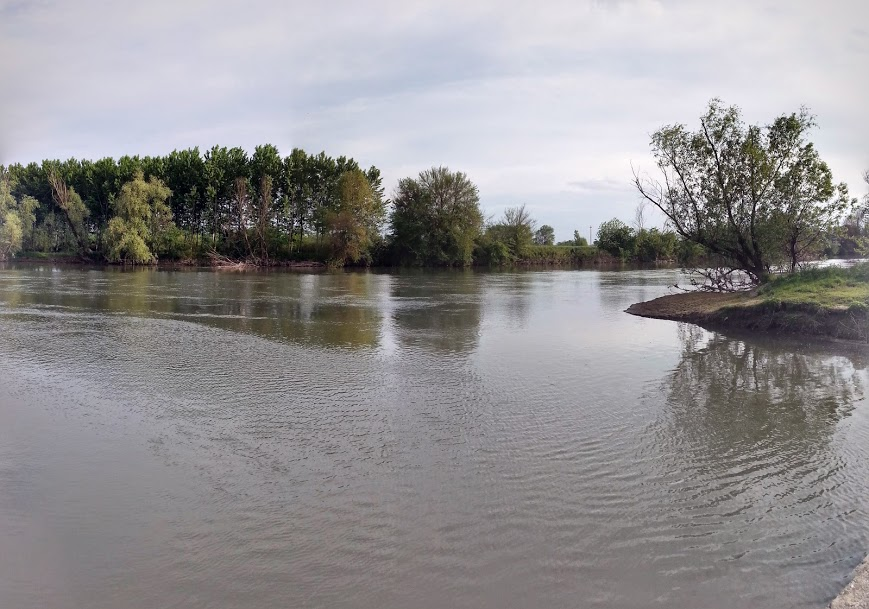
Confluenza del fiume Gambara nel fiume Oglio all'altezza di Volongo

Il territorio di Volongo è sostanzialmente pianeggiante e di carattere prevalentemente agricolo. Sul territorio ha avuto in passato notevole importanza la coltivazione del lino e del riso, grazie alla grande disponibilità idrica apportata dai due vicini fiumi e dai canali da essi derivati. Oltre alle coltivazioni principali vi erano colture secondarie come quella del gelso allo scopo della bachicoltura ossia l'allevamento del baco da seta. Attualmente il territorio di Volongo risulta essere protetto a livello regionale, in quanto rientrante all'interno del Parco di interesse regionale dell'Oglio sud.

### Idrografia
Il centro abitato ad oriente è bagnato dal fiume Gambara il cui percorso confluisce nell'Oglio poco più a sud. Quest'ultimo fiume delimita il confine del territorio comunale con quello del vicino comune di Pessina Cremonese.

## Origini del nome
Riguardo alla provenienza del nome vi sono diverse ipotesi, una delle quali, ipotizza che sia in riferimento al territorio dove l'abitato sorge. Probabilmente in passato si presentava come un ambiente acquitrinoso e paludoso e questo fa pensare che il nome derivi da un antico Vadum Longum ossia guado lungo, generato dall'alveo di fiume lungo che in questo caso è il fiume Gambara.

## Storia
Sono riscontrabili resti di epoca romana, in cui probabilmente vi era un importante presidio militare. Intorno all'anno mille l'abitato nell'ambito delle campagne di bonifica della pianura padana il territorio di Volongo entrò a far parte dell'orbita dell'abbazia benedettina di Leno.
Successivamente nell'epoca comunale ne prese possesso Pandolfo III Malatesta, che al tempo governava il territorio di Brescia.
Al Malatesta seguì il controllo del ducato di Milano sotto la guida dei Visconti, all'espandersi del marchesato di Mantova Volongo entrò a far parte dei domini dei Gonzaga, i quali ne mantennero il controllo sino al 1707.
A fine ottocento nacquero nel paese due pioniere dell'educazione dell’infanzia e della pedagogia, le sorelle Agazzi: Rosa (1866-1951) e Carolina (1870-1945). A loro è dedicata la scuola materna comunale Agazziana, edificata in loro memoria nel 1950.

### Simboli
Lo stemma e il gonfalone del comune sono stati concessi con decreto del presidente della Repubblica del 7 gennaio 2010.
Il gonfalone è un drappo di azzurro.

## Monumenti e luoghi d'interesse

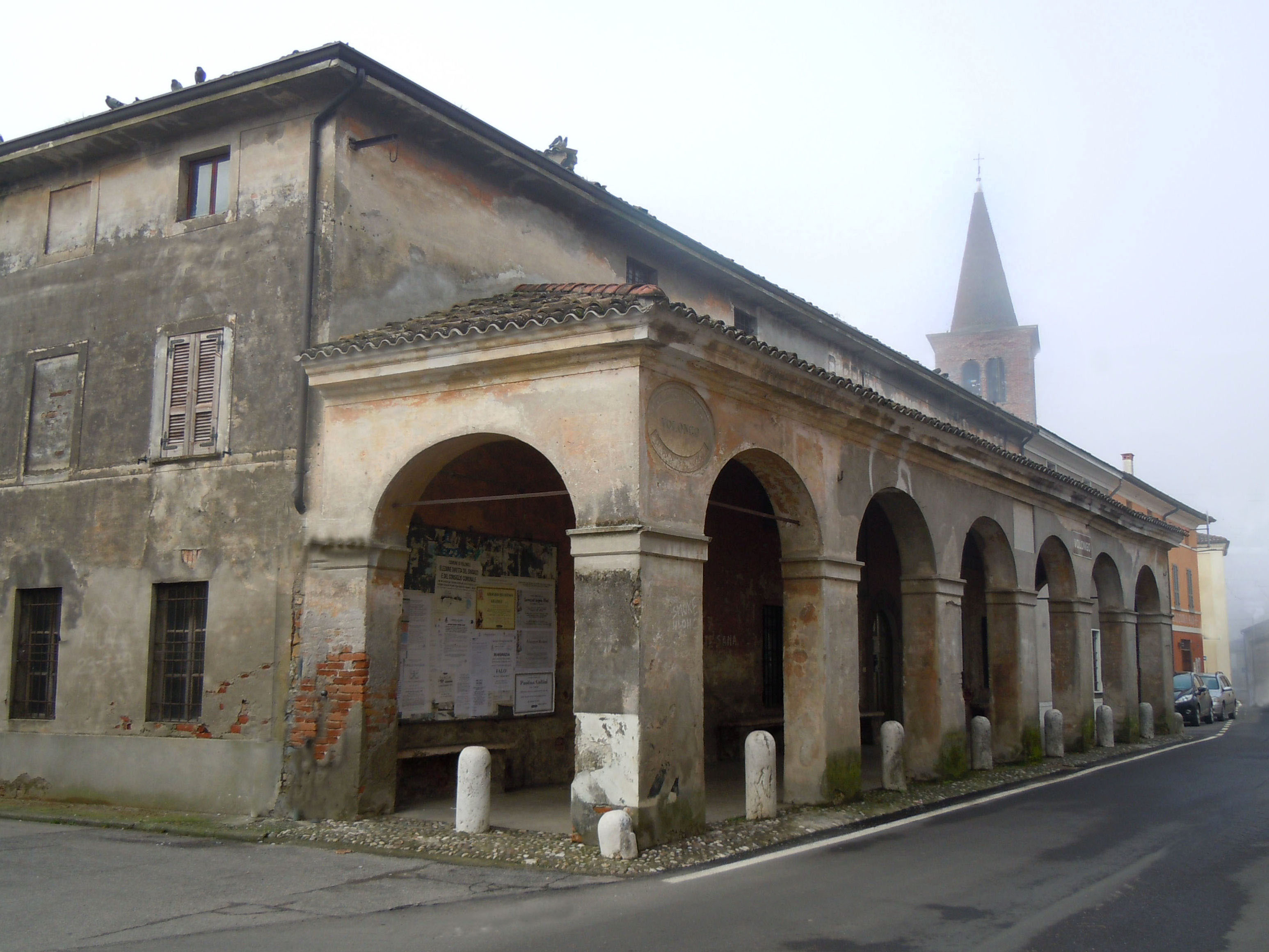
I portici di Volongo

### Chiesa dei Santi Pietro e Paolo (XVI sec.)
- Dedicata ai santi Pietro e Paolo la chiesa parrocchiale è un edificio il cui nucleo principale risale alla metà del 1500 per voi venire modificato nel corso dei due secoli successivi. La parrocchiale al suo interno si mostra ricca di tele pittoriche e di arredi sacri i quali sono di pregevole valore. Di interesse è inoltre la cappella della Madonna del Campanile posta al suo interno e realizzata in memoria dell’apparizione della Madonna che si crede sia avvenuta intorno XVI secolo.
- Chiesa della disciplina (1743)
- I portici del centro cittadino

### Aree naturali
- Parco di interesse regionale dell'Oglio sud[7]

## Società

### Evoluzione demografica
Abitanti censiti

### Lingue e dialetti
Nel territorio di Volongo, accanto all'italiano, è parlata la Lingua lombarda prevalentemente nella sua variante di dialetto bresciano.

## Cultura

### Musei
- Ecomuseo delle valli dell'Oglio e del Chiese

### Eventi e feste tradizioni
- 17 gennaio: sant'Antonio abate è onorato con il tradizionale falò;
- 13 giugno: festa rionale di sant'Antonio da Padova presso il sacello della famiglia Basaglia;
- 29 giugno: festa dei patroni Pietro e Paolo apostoli;
- Seconda domenica di ottobre: Fiera d'ottobre;
- Notte di Natale: processione per la nascita del Bambino Gesù al presepio sul fiume.

## Amministrazione
| Periodo | Periodo   | Primo cittadino    | Partito              | Carica  | Note |
| ------- | --------- | ------------------ | -------------------- | ------- | ---- |
| 1985    | 1990      | Palmiro Alberto    | Democrazia Cristiana | Sindaco |      |
| 1999    | 1995      | Daniele Rongoni    | indipendente         | Sindaco |      |
| 1995    | 1999      | Omobono Peri       | Lista civica         | Sindaco |      |
| 1999    | 2004      | Omobono Peri       | Lega Nord            | Sindaco |      |
| 2004    | 2009      | Diego Morelli      | Lista civica         | Sindaco |      |
| 2009    | 2014      | Piera Lupi         | Lista civica         | Sindaco |      |
| 2014    | 2019      | Piera Lupi         | Lista civica         | Sindaco |      |
| 2019    | 2024      | Fabio Navarra      | Lista civica         | Sindaco |      |
| 2024    | in carica | Giovanni Piccinini | Lista civica         | Sindaco |      |